# 폴랸카역
폴랸카역(러시아어: Поля́нка)은 모스크바 지하철 세르푸홉스코 티미랴젭스카야 선의 역이다.

## 역사
폴랸카 역은 1988년 12월 31일에 개장했다.

## 지리
폴랸카 역은 볼사야 폴랸카 거리와 말라야 폴랸카 거리, 말라야 야키만카 거리, 또는 스타로모네트니나 브로드니코프로 갈 수 있다.

## 환승
현재 칼루시스코 리시스카야 선의 야키만카 역이 폴랸카 역과 환승장을 공사하는 중이다. 야키만카 역은 원래 1992년도에 계획되었으나, 이후 예산 부족으로 번번히 취소되거나 연기되었다.